# Wedge Tomb von Craigarogan

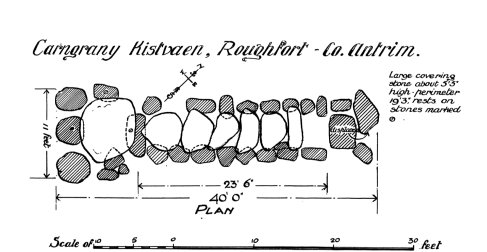
Zeichnung ca. 1900

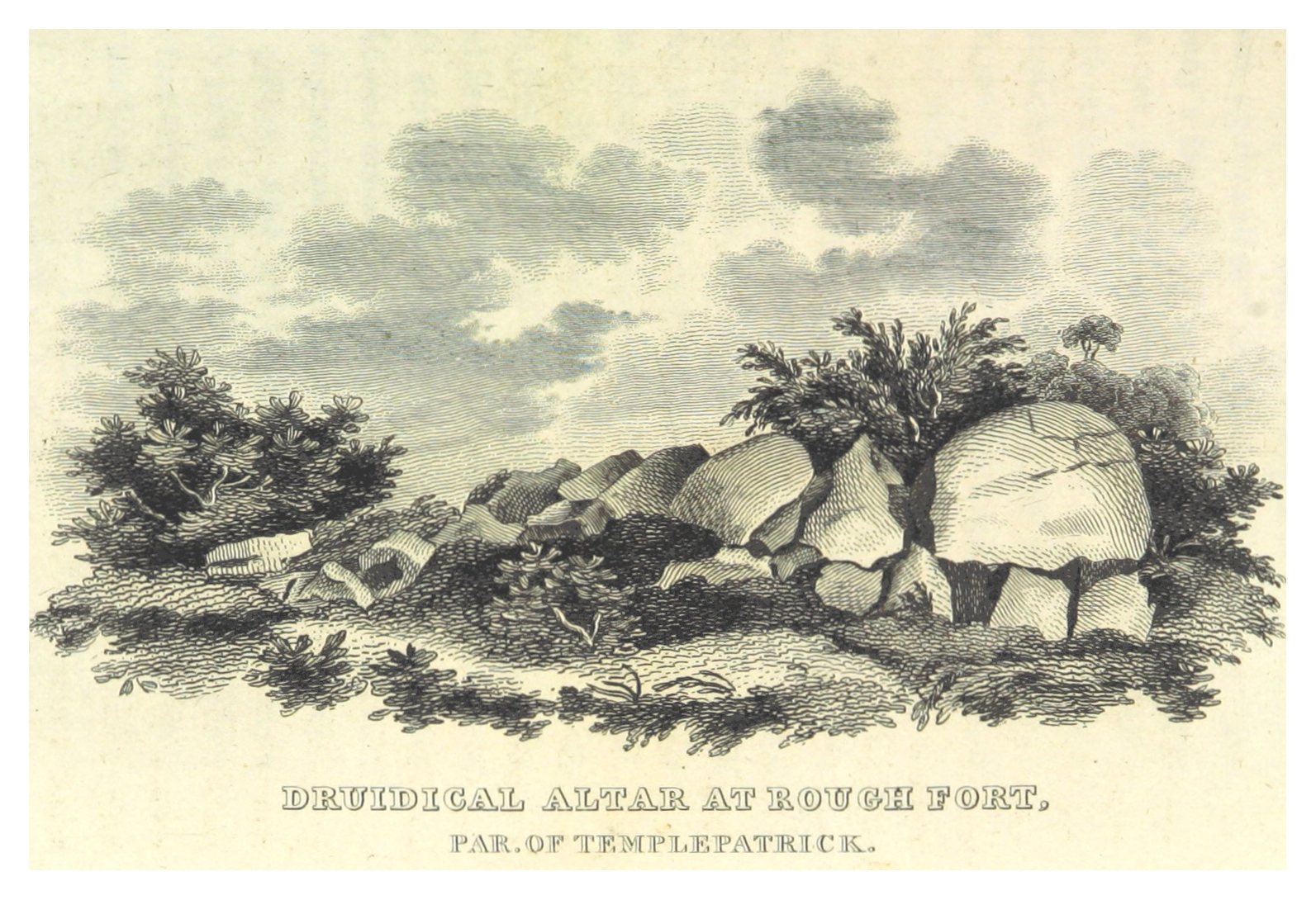
Craigarogan

Craigarogan (auch Carn Greine oder Granny’s Grave genannt) liegt in der Nähe des Ballymartin-Water, 200 Meter nördlich des Weilers Roughfort, etwa 4,0 km südöstlich von Templepatrick und nordwestlich von Glengormley im County Antrim in Nordirland. Granny’s Grave ist eine Verfälschung von Grania’s Grave, und Carn Greine heißt Sonnencairn.
Es ist ein niedriges, überwuchertes, megalithisches Wedge Tomb von etwa 9,0 Metern Länge. Am Südwestende liegt eine geschlossene, polygonale Kammer, die von einem einzigen Stein von 1,8 Metern Durchmesser überdeckt wird. Ein Plan, der im frühen 19. Jahrhundert gezeichnet wurde, zeigt eine lange, aus Felsen errichtete Galerie, die von einer Reihe von Decksteinen bedeckt ist, deren Höhe von vorne nach hinten abnimmt, was für Wedge Tombs typisch ist. Auch seine Ausrichtung stimmt mit dem Typ überein, ebenso die Vorkammer, die als dolmenartige Struktur vor der Galerie erscheint. Das verweist darauf, dass es sich bei der ungewöhnlichen Anlage, die früher als degenerierte oder Übergangsform eines Passage Tombs galt, um ein Wedge Tomb handelt. Sie liegt in einem Gebiet, wo (heute zerstörte) Passage Tombs von spätneolithischen Menschen gebaut wurden, die aus Großbritannien auf die Insel kamen.
Es scheint, dass die Megalithanlage in einem Rundhügel lag und von einem Randsteinring umgeben war. Aufzeichnungen von 1838 halten fest, dass der Tempel von zwei Steinkreisen umgeben war. Während der innere wahrscheinlich der Randsteinring des verschwundenen Cairns war, ist es möglich, dass der äußere einen umgebenden Graben hatte, was darauf hindeutet, dass dies sowohl ein heiliger Ort als auch ein Begräbnisplatz gewesen sein könnte. Ein Hinweis auf seine Funktion kann in dem alten Namen Carn Greine liegen, unter dem es lokal bekannt ist. Eine verkrustete Urne, die Anfang des letzten Jahrhunderts aus dem Grab geholt wurde, weist auf die Bronzezeit hin.
Etwa 7,0 km nordwestlich befindet sich der Lochstein von Doagh.